# Leptoperilissus maroccanus
Leptoperilissus maroccanus är en stekelart som beskrevs av Horstmann 1993. Leptoperilissus maroccanus ingår i släktet Leptoperilissus och familjen brokparasitsteklar. Inga underarter finns listade i Catalogue of Life.